# Cory Gunz
Cory Gunz, de son vrai nom Peter Pankey Jr., né le 22 juin 1987 dans le Bronx, New York, est un rappeur américain. Il est le fils de Peter Gunz, membre du duo Lord Tariq and Peter Gunz, et le cousin du rappeur Junior.

## Biographie
Cory Gunz est signé par Tommy Mottola chez Casablanca Records avant que Jay-Z lui fasse signer un contrat chez Def Jam. En 2006, il collabore avec Rihanna sur le remix de sa chanson If It's Lovin' that You Want. En 2008, il contribue à l'écriture de la version originale de A Milli, un titre de Lil Wayne extrait de son album Tha Carter III mais ses vers seront remplacés sur la version définitive du morceau. En 2009, il travaille avec le rappeur et acteur Nick Cannon.
Au début de l'année 2010, Cory Gunz signe un contrat avec Young Money Entertainment, After Platinum Records et Universal Motown. En 2011, il apparaît sur le single de Lil Wayne, 6 Foot 7 Foot, extrait de Tha Carter IV. La même année, il est la vedette d'une émission de téléréalité, Son of a Gun, diffusée sur MTV, qui suit la vie du rappeur après la signature de son contrat chez Young Money Entertainment. En 2012, Gunz est appréhendé par la police dans le Bronx pour possession illégale d'armes,. En 2013, il apparait sur le single de Lil Wayne, Lay It Down extrait de I Am Not a Human Being II en compagnie de Nicki Minaj. Le 16 juillet 2013, il publie sa première mixtape en deux ans, Datz WTF I’m Talkin Bout, qui fait notamment participer Busta Rhymes, Charlie Rock, Mack Maine, Wiz Khalifa, et Juicy J. En mars 2014, Gunz révèle ses travaux sur un EP intitulé Kriminal Minded, puis éventuellement un nouvel album studio. En novembre 2014, Gunz publie le clip vidéo de son titre Throw Ya Gunz.
En 2015, Gunz est annoncé comme participant au nouvel album de Method Man intitulé The Meth Lab.

## Discographie

### Album studio
- 2015 : The Life of Cory Gunz

### Mixtapes
- 2004 : The Apprentice Mixtape Vol. 1
- 2005 : The Apprentice Mixtape Vol. 2
- 2006 : The Apprentice 3 – Season Finale
- 2006 : The Militia: The Call Of Duty
- 2008 : The Best Kept Secret
- 2009 : Youngest in Charge (avec Square Off)
- 2009 : Gangsta Grillz: Heir to the Throne (avec DJ Drama)
- 2011 : Son of a Gun: The Mixtape
- 2012 : That's WTF I'm Talkin' Bout